# Aphelocoma insularis
La chara de Santa Cruz (Aphelocoma insularis), es una especie de ave paseriforme de la familia Corvidae, endémica de la isla de Santa Cruz en la costa de California. 
Está estrechamente relacionada con la chara californiana (Aphelocoma californica) de la que se diferencia por ser más grande, tener un color más intenso y el pico notablemente más grueso. El gran tamaño del pico está relacionado con su dieta, que consiste principalmente de bellotas de encino de isla (Quercus tomentella), aunque también se alimentan de insectos, arañas, serpientes, lagartos, ratones y de huevos y pichones de otros pájaros.

## Conservación
Está clasificado como vulnerable por la UICN, debido a reducida área de distribución que hace que sea potencialmente vulnerable a un incidente catastrófico. La población, aparentemente estable, de al menos 9000 individuos hace que sea un ave común en Santa Cruz. Sin embargo, el establecimiento de virus del Nilo Occidental (VNO) en el sur de California en 2003 puede representar una amenaza si cruza a la isla de Santa Cruz desde tierra firme. Los córvidos son especialmente vulnerables al virus. La conservación activa se limita a controlar el número de ovejas y cerdos introducidos, que causaron la degradación del hábitat en el pasado.